# Лиллехаммер (хоккейный клуб)
«Лиллехаммер» — норвежский хоккейный клуб из города Лиллехаммер. Основан в 1957 году. С 1991 года играет в норвежской хоккейной лиге.

## История
Хоккейный клуб «Лиллехаммер» был основан 2 ноября 1957 года. Команда является первым хоккейным клубом в северных районах восточной Норвегии. В первые тридцать лет своего существования команда выступала на естественном льду и не поднималась выше второй лиги.
Толчком к развитию хоккея стали Зимние Олимпийские игры 1994 года в Лиллехаммере. К этому турниру в городе была построена и открыта в 1988 году ледовая арена «Кристинс Холл» вместимостью 3 197 человек. 10 декабря 1988 года команда сыграла первый матч на новой арене. За три года «Лиллехаммеру» удалось подняться из третьей лиги в элиту.
Перед Олимпиадой в городе была возведена вторая арена, «Хаконс Холл», вместимостью 11 500 человек. Весной 1994 года «Лиллехаммер» переиграл команду «Сторхамар Дрэгонс» в финале плей-офф и впервые стал чемпионом Норвегии.

## Достижения
- Норвежская хоккейная лига:
  - Победители (1)  : 1994
  - Бронзовый призёр (5)  : 1995, 1996, 2002, 2011, 2014